# Монпеље
Монпеље (фр. Montpellier, окситански Montpelhièr) један је од највећих градова на француској обали Медитерана, главни град региона Лангдок-Русијон и департмана Еро. По подацима из 2006. године број становника у месту је био 251.634.
Град лежи на око 10 километара од обале Медитерана, на реци Лез. Монпеље је индустријски центар познат по производњи медицинске опреме, текстила, аграрне технике, вина и преради метала. У граду су рођени утемељитељ позитивизма Огист Конт и Жилијет Греко.

## Име
Име града, који се у време Римског царства звао Монспесуланус (Monspessulanus), потиче од речи брдо-планина, а суфикс -пеле је од речи „голо“ (pelé), или „на брду“ (mont de la colline), или је, пак, изведен од имена планине Пестеларио (Monte Pestelario).

## Историја
Први пут се помиње 985. године и основала га је локална династија грофова од Тулуза. У 10. веку постаје трговачко седиште, у коме су се толерисале различите религије и нације. У граду је било Јевреја, муслимана и Катара. Током 1180. у граду је основан медицински факултет, а 1220. основан је универзитет. Монпеље је 1213. постао арагонски посед удајом Марије од Монпељеа за Педра II од Арагона. Ђауме II од Мајорке је 1349. продао град француском краљу Филипу VI, јер му је био потребан новац за рат против Педра IV од Арагона. Велики француски трговац Жак Кер настањује се 1432. у граду и претвара Монпеље у изузетно важан трговачки град све до 1481. када Марсељ постаје важнији. У време реформације град је постао важно упориште хугенота , које се супротстављало католичкој француској круни. Краљ Луј XIII је 1622. заузео град након осмомесечне опсаде и након тога га добро утврдио.

## Географија

### Клима
| Клима (Монпеље)             | Клима (Монпеље) | Клима (Монпеље) | Клима (Монпеље) | Клима (Монпеље) | Клима (Монпеље) | Клима (Монпеље) | Клима (Монпеље) | Клима (Монпеље) | Клима (Монпеље) | Клима (Монпеље) | Клима (Монпеље) | Клима (Монпеље) | Клима (Монпеље) |
| Показатељ \ Месец           | .Јан.           | .Феб.           | .Мар.           | .Апр.           | .Мај.           | .Јун.           | .Јул.           | .Авг.           | .Сеп.           | .Окт.           | .Нов.           | .Дец.           | .Год.           |
| --------------------------- | --------------- | --------------- | --------------- | --------------- | --------------- | --------------- | --------------- | --------------- | --------------- | --------------- | --------------- | --------------- | --------------- |
| Апсолутни максимум, °C (°F) | 21,2 (70,2)     | 22,5 (72,5)     | 27,4 (81,3)     | 30,4 (86,7)     | 35,1 (95,2)     | 37,2 (99)       | 37,5 (99,5)     | 36,8 (98,2)     | 36,3 (97,3)     | 31,8 (89,2)     | 27,1 (80,8)     | 22 (72)         | 37,5 (99,5)     |
| Средњи максимум, °C (°F)    | 11,6 (52,9)     | 12,8 (55)       | 15,9 (60,6)     | 18,2 (64,8)     | 22 (72)         | 26,4 (79,5)     | 29,3 (84,7)     | 28,9 (84)       | 25 (77)         | 20,5 (68,9)     | 15,3 (59,5)     | 12,2 (54)       | 19,9 (67,8)     |
| Просек, °C (°F)             | 7,2 (45)        | 8,1 (46,6)      | 10,9 (51,6)     | 13,5 (56,3)     | 17,3 (63,1)     | 21,2 (70,2)     | 24,1 (75,4)     | 23,7 (74,7)     | 20 (68)         | 16,2 (61,2)     | 11,1 (52)       | 8 (46)          | 15,2 (59,4)     |
| Средњи минимум, °C (°F)     | 2,8 (37)        | 3,3 (37,9)      | 5,9 (42,6)      | 8,7 (47,7)      | 12,5 (54,5)     | 16 (61)         | 18,9 (66)       | 18,5 (65,3)     | 15 (59)         | 11,9 (53,4)     | 6,8 (44,2)      | 3,7 (38,7)      | 10,4 (50,7)     |
| Апсолутни минимум, °C (°F)  | −15 (5)         | −17,8 (0)       | −9,6 (14,7)     | −1,7 (28,9)     | 0,6 (33,1)      | 5,4 (41,7)      | 8,4 (47,1)      | 8,2 (46,8)      | 3,8 (38,8)      | −0,7 (30,7)     | −5 (23)         | −12,4 (9,7)     | −17,8 (0)       |
| Количина падавина, mm (in)  | 55,6 (21,89)    | 51,8 (20,39)    | 34,3 (13,5)     | 55,5 (21,85)    | 42,7 (16,81)    | 27,8 (10,94)    | 16,4 (6,46)     | 34,4 (13,54)    | 80,3 (31,61)    | 96,8 (38,11)    | 66,8 (26,3)     | 66,7 (26,26)    | 629,1 (247,68)  |
| [ тражи се извор ]          |                 |                 |                 |                 |                 |                 |                 |                 |                 |                 |                 |                 |                 |

## Демографија
| 1962.   | 1968.   | 1975.   | 1982.   | 1990.   | 1999.   | 2006.   | 2011.   |
| ------- | ------- | ------- | ------- | ------- | ------- | ------- | ------- |
| 118.864 | 161.910 | 191.354 | 197.231 | 207.996 | 225.392 | 251.634 | 264.538 |

## Партнерски градови
- Хајделберг
- Луивил
- Кос
- Барселона
- Ченгду
- Тиберијада
- Фес
- Шербрук
- Тлемцен
- Рио де Жанеиро
- Витлејем
- Салерно
- Локоротондо